# Episodi di Kebab for Breakfast (prima stagione)
| nº | Titolo originale                                | Titolo italiano               | Prima TV Germania | Prima TV Italia |
| -- | ----------------------------------------------- | ----------------------------- | ----------------- | --------------- |
| 1  | Die, in der ich meine Freiheit verliere         | Rivoglio la mia libertà!      | 14 marzo 2006     | 1º ottobre 2007 |
| 2  | Die, in der ich keine Schwester will            | Difficile essere sorelle!     | 21 marzo 2006     | 1º ottobre 2007 |
| 3  | Die, in der ich abstürze                        | Anche io voglio delle regole! | 28 marzo 2006     | 2 ottobre 2007  |
| 4  | Die, in der ich keine Freunde finde             | Aiuto, non ho amici!          | 4 aprile 2006     | 2 ottobre 2007  |
| 5  | Die, in der sich Axel in meine Familie verliebt | È dura seguire il Ramadan!    | 11 aprile 2006    | 3 ottobre 2007  |
| 6  | Die mit den Geheimnissen                        | Che casino!                   | 18 aprile 2006    | 3 ottobre 2007  |
| 7  | Die, in der ich leider erwachsen werde          | Non sono più una bambina!     | 25 aprile 2006    | 4 ottobre 2007  |
| 8  | Die, in der ich keine Gefühle habe              | Mi ama, e ora che faccio?     | 2 maggio 2006     | 4 ottobre 2007  |
| 9  | Die, in der Axel ständig grün ist               | Non so se sono pronta!        | 9 maggio 2006     | 5 ottobre 2007  |
| 10 | Die, in der ich echt voll okay bin              | Sei proprio vigliacco!        | 16 maggio 2006    | 5 ottobre 2007  |
| 11 | Die, in der mich der Wolf kriegt                | Accidenti abbiamo flirtato!   | 23 maggio 2006    | 8 ottobre 2007  |
| 12 | Die, in der es nur einen geben kann             | Come bacia bene!              | 30 maggio 2006    | 8 ottobre 2007  |

## Rivoglio la mia libertà!
- Titolo originale: Die, in der ich meine Freiheit verliere.
- Trama: La multietnicità piomba come un uragano nel cuore di una tipica famiglia tedesca. Doris, mamma single con due figli di 16 e 13 anni, s'innamora del poliziotto turco Metin con il quale decide di andare a convivere. Si forma così una "famiglia allargata", dove sorgeranno problemi di differenze culturali e religiose.

## Difficile essere sorelle!
- Titolo originale: Die, in der ich keine Schwester will.
- Trama: Lena e Yagmur sono costrette a condividere la stessa camera da letto. Ma nessuna delle due ragazze accoglie con gioia questa nuova sistemazione. Anche se con freddezza, le due cominceranno ad affrontare il cambiamento e con piccoli gesti tenteranno di venirsi incontro l'una con l'altra.

## Anche io voglio delle regole!
- Titolo originale: Die, in der ich abstürze.
- Trama: L'inizio della convivenza tra i 'nuovi fratelli' non è dei migliori e la lotta senza quartiere tra Lena e Yagmur sembra non voler cessare. Doris, nel tentativo di far nascere tra loro un'amicizia, convince Lena ad accompagnare Yagmur alla scuola di preghiera: l'esito sarà disastroso, tanto che Yagmur deciderà di partire per Istanbul.

## Aiuto, non ho amici!
- Titolo originale: Die, in der ich keine Freunde finde.
- Trama: Lena non riesce a trovare amici nella nuova classe della scuola. Ma, pur di non ammettere questa difficoltà davanti alla madre, inventa una serie di bugie per farle credere di essere una delle ragazze più desiderate tra i suoi compagni. Ma il suo segreto verrà presto scoperto.

## È dura seguire il Ramadan!
- Titolo originale: Die, in der sich Axel in meine Familie verliebt.
- Trama: Metin ha deciso di star al fianco di sua figlia Yagmur che si sta impegnando rigidamente nel seguire i precetti del Ramadan. Ma digiunare per tutto il giorno è arduo e alla fine Yagmur, incoraggiata dal padre, cede alla fame.

## Che casino!
- Titolo originale: Die mit den Geheimnissen.
- Trama: Axel, il ragazzo orfano che è in cura da Doris, scopre gli interessi personali di Lena ed entra di nascosto nella camera della ragazza. Lena è entusiasta perché crede di aver trovato l'amico perfetto che ha le sue stesse identiche passioni e manie. Scoprirà l'imbroglio progettato da Axel?

## Non sono più una bambina!
- Titolo originale: Die, in der ich leider erwachsen werde.
- Trama: Lena, stufa di essere trattata come una bambina, si inventa di avere una relazione con Axel, così da dimostrare a tutti che ormai è adulta. Quando però si accorge che quello che era partito come uno scherzo si stava trasformando in qualcosa di più reale, si spaventa e decide di troncare il rapporto.

## Mi ama, e ora che faccio?
- Titolo originale: Die, in der ich keine Gefühle habe.
- Trama: Lena capisce che il rapporto con Axel, nato per scherzo, si sta trasformando in qualcosa di molto più serio. Si spaventa e decide di troncare il rapporto però si pente subito del gesto e comprende che Axel è davvero innamorato di lei. Nel frattempo Cem comincia a provare una strana simpatia per Lena...

## Non so se sono pronta!
- Titolo originale: Die, in der Axel ständig grün ist.
- Trama: Axel compra per sé e per Lena due anelli che cambiano colore a seconda dell'umore di chi li indossa. Lena resta turbata scoprendo che quello di Axel è sempre su verde che vuol dire eccitazione...

## Sei proprio vigliacco!
- Titolo originale: Die, in der ich echt voll okay bin.
- Trama: Yagmur ammette finalmente di apprezzare le faccende di casa di Doris. Cem ha ormai capito di essersi preso una cotta per Lena e dichiara i suoi sentimenti ad Axel, tentando di eliminare il suo concorrente. Ma le cose si mettono male quando Lena intuisce i sotterfugi del 'fratello'.

## Accidenti abbiamo flirtato!
- Titolo originale: Die, in der mich der Wolf kriegt.
- Trama: Axel coinvolge Cem in una lettura di favole all'ospedale pediatrico allo scopo di far scoccare l'amore tra lui e Ching e avere, infine, campo libero con Lena. Ma inaspettatamente la scintilla scocca proprio tra Cem e Lena, anche se quest'ultima si rifiuta di ammetterlo.

## Come bacia bene!
- Titolo originale: Die, in der es nur einen geben kann.
- Trama: I sentimenti di Lena sono confusi: non sa decidere tra Axel e Cem. Chi avrà la meglio tra i due ragazzi entrambi innamorati di lei? Cem sembra spuntarla con un bacio appassionato...